# Michael J. D. Powell
Michael James David Powell (* 29. Juli 1936 in London; † 19. April 2015) war ein britischer Mathematiker.

## Leben
Powell erlangte einen Bachelor-Abschluss wie auch 1979 einen Doktor (D. Sc.) an der Universität Cambridge. Hier war er auch Professor.
Er arbeitete auf dem Gebiet Numerische Mathematik, speziell zu mathematischer Optimierung und Approximation sowie Radialen Basisfunktionen. Sein Beitrag zu Quasi-Newton-Verfahren spiegelt sich im Namen Davidon-Fletcher-Powell-Algorithmus wider (mit William Davidon, Roger Fletcher).
In seinen letzten Jahren hatte er an ableitungsfreien Optimierungsalgorithmen gearbeitet, darunter an UOBYQA, NEWUOA, BOBYQA und LINCOA, die im PDFO (Powell’s Derivative-Optimization solvers) mit MATLAB- und Python-Schnittstellen enthalten sind.
1982 erhielt er den George-B.-Dantzig-Preis der Mathematical Optimization Society und 1983 den Naylor-Preis der London Mathematical Society, welche ihm 1999 zusätzlich den Senior-Whitehead-Preis verlieh. 2007 kam der Catherine-Richards-Preis des Institute of Mathematics and its Applications hinzu.
Er war korrespondierendes Mitglied der Australian Academy of Science und der National Academy of Sciences, Mitglied der Royal Society und Fellow des Institute of Mathematics and its Applications.
Er war Herausgeber des Journal for Numerical Analysis.

## Schriften (Auswahl)
- Approximation Theory and Methods, Cambridge University Press, Cambridge-New York, 1981.